# Aksai Chin
Aksai Chin (tiếng Trung: 阿克赛钦; bính âm: Ākèsàiqīn, Hán Việt: A Khắc Tái Khâm, Hindi: अक्साई चिन, tiếng Urdu: اکسائی چن) là một trong hai khu vực tranh chấp giữa Trung Quốc và Ấn Độ, ngoài Aksai Chin thì vùng tranh chấp còn lại Arunachal Pradesh. Trong hai vùng tranh chấp, Trung Quốc kiểm soát vùng Aksai Chin còn Arunachal Pradesh do Ấn Độ kiểm soát, là một đơn vị hành chính cấp bang của Ấn Độ.
Tuy do Trung Quốc kiểm soát nhưng vùng tranh chấp Aksai Chin vẫn được Ấn Độ tuyên bố chủ quyền, New Delhi xem nó như là một phần của lãnh thổ liên bang Ladakh. Đỉnh điểm trong cuộc tranh chấp hai vùng là năm 1962, giữa Trung Quốc và Ấn Độ có một cuộc chiến tranh nổ ra ở khu vực quanh biên giới hai nước, nhưng hai bên cũng nhanh đi đến hồi kết với việc Bắc Kinh và New Delhi cùng tôn trọng đường phân chia thực tế, có từ thời Đế quốc Anh còn thống trị Ấn Độ.
Vùng tranh chấp Aksai Chin được phía Trung Quốc sáp nhập và trở thành một phần của huyện Hotan (Khotan) thuộc địa khu Hotan (Khotan), khu tự trị Duy Ngô Nhĩ Tân Cương.

## Địa lý

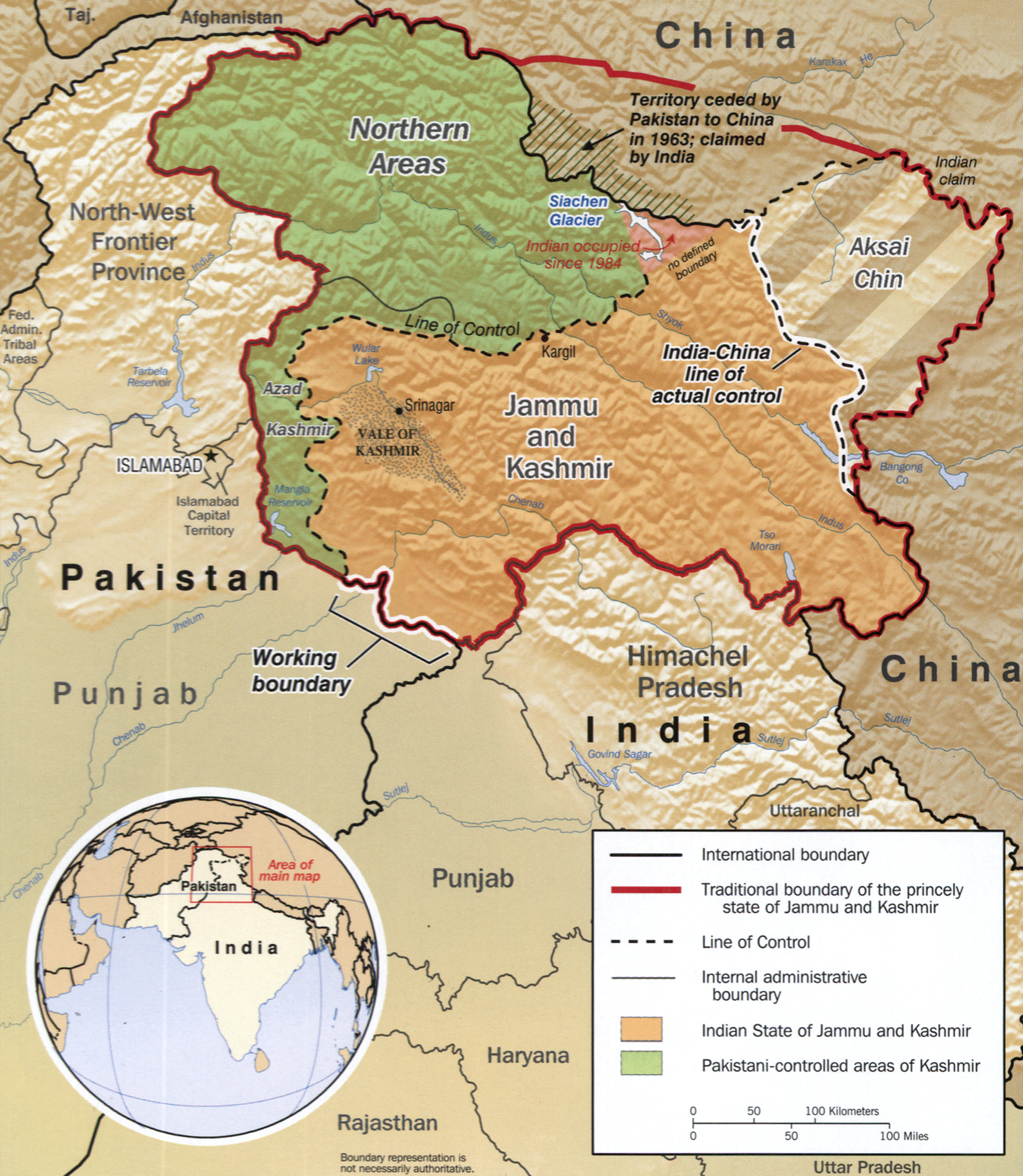
Bản đồ vùng Kashmir theo phân chia kiểm soát giữa Ấn Độ, Trung Quốc và Pakistan

## Lịch sử

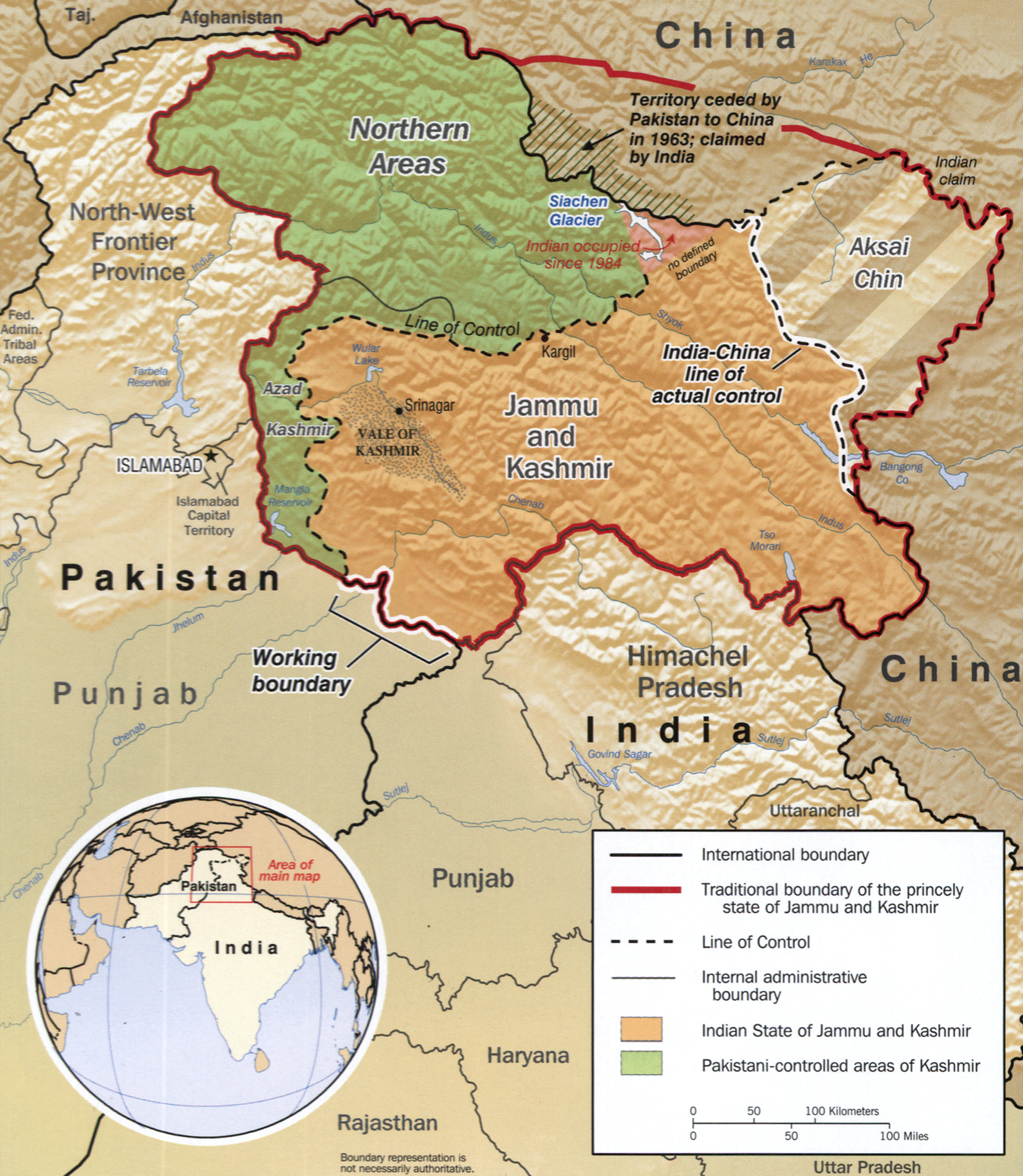

### Đường Johnson

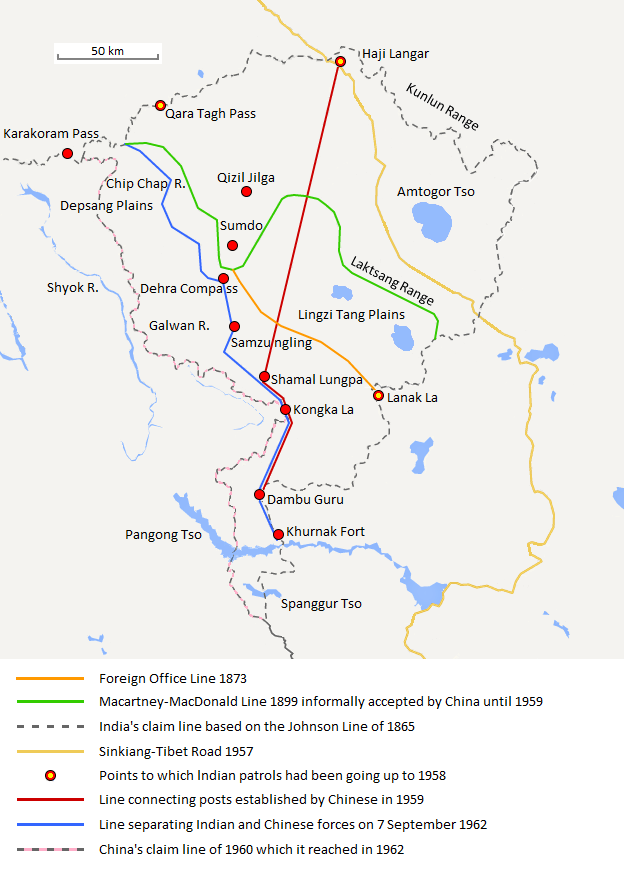